# Manuel Milana
Manuel Milana (Roma, 5 febbraio 1971) è un ex calciatore italiano, di ruolo difensore e centrocampista.

## Caratteristiche tecniche
Milana era un esterno che poteva essere impiegato sia come terzino che come centrocampista di fascia con compiti difensivi, sia a destra che a sinistra. Nel finale di carriera ha giocato anche come difensore centrale.

## Carriera

### Giocatore

#### Club
Cresciuto nelle giovanili della Lazio, debutta in prima squadra con i dilettanti del Valmontone (nel Campionato Interregionale 1990-1991) e quindi nell'Avezzano, con cui esordisce in Serie C2.
Nel 1994 viene acquistato dall'Ascoli: nella squadra marchigiana disputa 17 partite nel campionato di Serie B 1994-1995, concluso con la retrocessione dei bianconeri. Riconfermato per la successiva stagione di Serie C1, nel mercato autunnale del 1996 viene ceduto al Fiorenzuola, sempre in terza serie. Nella formazione valdardese ottiene la salvezza nella prima stagione, mentre nel campionato 1997-1998 la squadra si classifica ultima e retrocede in Serie C2.
Nel 1998 viene ingaggiato dal Messina, a cui resta legato fino al 2003. Nella formazione peloritana è tra i protagonisti della doppia promozione dalla Serie C2 alla Serie B, categoria nella quale viene riconfermato con 26 presenze nel campionato 2001-2002. Nella stagione successiva, tuttavia, il nuovo allenatore Francesco Oddo lo pone tra i giocatori cedibili; a gennaio rescinde il contratto e si trasferisce fino a fine stagione al Gualdo.
Svincolatosi dal Gualdo, nell'estate 2003 passa alla SPAL, di cui diventa subito capitano e titolare nel ruolo di terzino. Rimane a Ferrara per tre stagioni, due in Serie C1 e una in Serie C2, fino al 2006, quando non viene riconfermato dalla società. Dopo un periodo in prova alla Reno Centese, formazione di Serie D, a dicembre viene ingaggiato dalla Pro Vasto, con cui disputa 18 partite nel campionato di Serie C2 2006-2007 prima di concludere definitivamente la carriera.
Ha disputato 43 partite in Serie B (17 con l'Ascoli e 26 con il Messina).

#### Nazionale
Nell'estate 1997 è stato convocato nella Nazionale italiana partecipante alla XIX Universiade; con la formazione azzurra, allenata da Paolo Berrettini, ha conquistato la medaglia d'oro, tuttavia ha dovuto saltare la finale contro la Nazionale sudcoreana a causa di una squalifica.

### Dirigente
Nel 2010 assume la carica di team manager del Frosinone.

## Palmarès

### Club
- Campionato italiano Serie C2: 1

Messina: 1999-2000

### Nazionale
- Universiade: 1

1997